# Christine (Dacota do Norte)
Christine é uma cidade localizada no estado norte-americano de Dacota do Norte, no Condado de Richland.

## Demografia
Segundo o censo norte-americano de 2000, a sua população era de 153 habitantes.
Em 2006, foi estimada uma população de 155, um aumento de 2 (1.3%).

## Geografia
De acordo com o United States Census Bureau tem uma área de
0,5 km², dos quais 0,5 km² cobertos por terra e 0,0 km² cobertos por água. Christine localiza-se a aproximadamente 281 m acima do nível do mar.

## Localidades na vizinhança
O diagrama seguinte representa as localidades num raio de 16 km ao redor de Christine.